# Ур (Ор)
Ур, або Ор — міфологічна істота; найголовніший бог орачів, хліборобства, родючості за часів трипільської культури. Згідно із повір'ям — творець плуга.